# Patinaj viteză

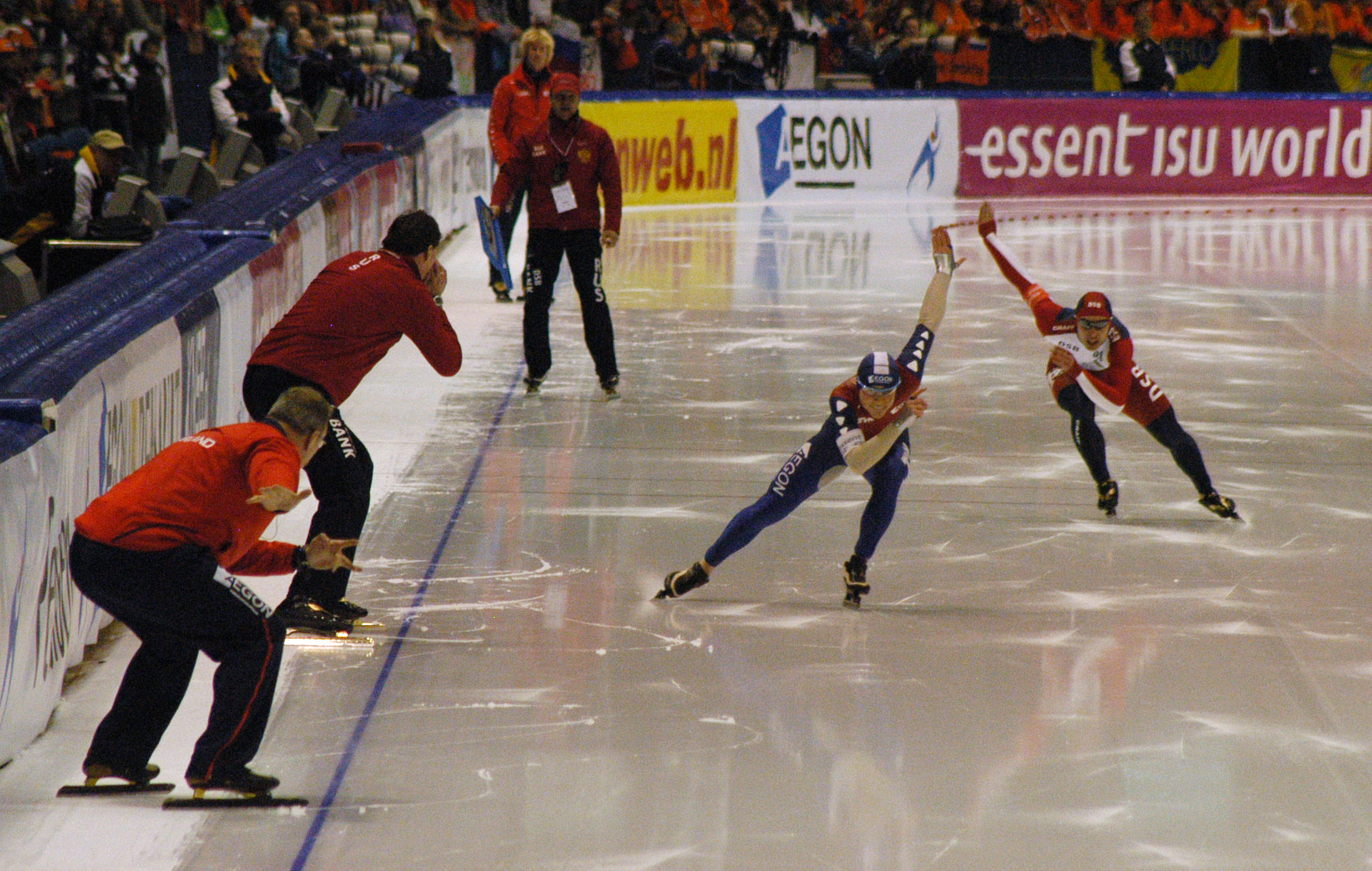
Thialf în Heerenveen

Patinajul viteză este un sport de iarnă, care constă în curse pe diferite distanțe pe o pistă acoperită cu gheață. Pista are forma ovală iar patinatorii ating viteze de peste 60 km/h.

## Istorie
- Patinajul viteză are originea în Olanda.
- În 1863, la Oslo s-a desfășurat prima cursă oficială, iar prima competiție importantă este atestată la Hamburg, în 1885.
- În 1892 se înființează Federația Internațională de Patinaj Viteza.
- În 1924, la Jocurile Olimpice de Iarnă de la Chamonix, patinajul viteză masculin a fost inclus în programul competiției.
- Probele similare feminine au fost recunoscute ca discipline olimpice în 1960, la Jocurile de la Squaw Valley.

## Regulament
- Patinatorii patineaza în perechi, fiind cronometrați separat. Perechile sunt stabilite în funcție de rezultatele obținute de-a lungul sezonului sau de tragerea la sorți de dinaintea concursului.
- Fiecărei perechi îi este permis un singur start furat. Va fi descalificat participantul care va fura a doua oară startul.
- La fiecare tură patinatorul trebuie să schimbe culoarul pe care participă într-o zonă special amenajată pentru acest lucru, astfel dacă patinatorul vine pe cel interior trebuie să treacă pe exterior, iar dacă patinatorul vine de pe cel exterior intră pe cel interior. În probele de urmărire nu este necesară schimbarea culoarului, cursa se desfășoară pe culoarul interior. Dacă patinatorii au ajuns în același moment pe linia de schimbare a culoarului, cel de pe interior va trebui să îi dea prioritate celui venit de pe exterior, în caz contrar, patinatorul de pe culoarul interior va fi descalificat.
- Cu excepția probelor de 500 m, care au 2 manșe, celelalte probe se desfășoară într-o singură manșă.

Sunt 12 probe olimpice la această disciplină, astfel:
| Masculin - 500 m (1 tura și 1/4) - 1000 m (2 ture și 2/4) - 1500 m (3 ture și 3/4) - 5000 m (12 ture și 2/4) - 10.000 m (25 ture) - Urmărire echipe, 8 ture | Feminin - 500 m (1 tura și 1/4) - 1000 m (2 ture și 2/4) - 1500 m (3 ture și 3/4) - 3000 m (7 ture și 2/4) - 5000 m (12 ture și 2/4) - Urmărire echipe, 6 ture |